# Concile de Turin
Le concile de Turin (en latin : Concilium taurinense) est un concile qui se tint à Turin, à la fin du IVe ou au début du Ve siècle, sur la convocation de l'évêque de Milan, Simplicien, à la demande d'évêques de Gaule, afin de régler certains différends frontaliers.

## Contenu
L'évêque de Marseille, Procule, est reconnu primat d'églises de Narbonnaise seconde.
En Viennoise, où les évêques d'Arles et de Vienne se disputaient la dignité de primat, le concile décide que celle-ci reviendra à celui qui prouvera que sa cité est la métropole de la province.

## Éditions de références
Actes du concile :
- Charles Munier, Concilia Galliae : A. 314 - A. 506, Corpus christianorum, Series latina, 148, 1963, pp. 54–58